# NGC 5803
NGC 5803 este o galaxie lenticulară situată în constelația Balanța. A fost descoperită în 10 iunie 1885 de către Francis Leavenworth.